# ヤマシンフィルタ
ヤマシンフィルタ株式会社は、神奈川県横浜市中区に本社を置くフィルタメーカーである。建設機械の油圧系統に使用されるオイルフィルターの市場占有率は世界首位である。

## 沿革
1956年4月5日、佐賀県出身の山崎正彦により、東京都大田区東蒲田に山信工業株式会社設立。1966年に、本社と工場を大田区大森南に移転した。1975年には、創業者の出身地である佐賀県の、三養基郡上峰村（1989年に町制を施行し、上峰町）に佐賀工場を開設した。1991年、本社を東京の大森南から神奈川県横浜市神奈川区西神奈川に移転。1995年には大森の生産機能を佐賀に移管した。2005年10月に、山信工業株式会社からヤマシンフィルタ株式会社に社名変更。2007年に本社を横浜市中区桜木町の横浜みなとみらい21地区に移転した。2014年10月、東京証券取引所第二部に株式を上場。2016年3月に東証一部に市場変更し、2022年の市場区分変更ではプライム市場に移行している。2019年8月には、大阪市のエアフィルターメーカーである株式会社アクシーの全株式を取得して子会社化した。

## 事業
創業当初は醤油や味噌の製造に用いる濾布からスタートし、自動車産業の下請けに移行したが、下請けでは事業の拡大や、開発力を生かした製品づくりが見込めないため、世界的に市場占有率の拡大を図れる建機向けに事業を集約した。2017年には、ナノファイバーを使用したフィルタを開発した。
2019年3月期までは建機用フィルタの単一セグメントで事業を行ってきたが、株式会社アクシーを連結子会社に加えたことにより2020年3月期からはエアフィルタ事業が加わった。新型コロナウイルス感染症の流行による世界的なマスクの不足に対応するため、2020年よりナノファイバーを使用したマスクを発売している。
2024年3月期の連結売上高18,024,732千円のうち、日本国内の売上は9,632,286千円。米国3,249,246千円、アジア（中国を除く）2,051,579千円、欧州1,869,173千円、中国1,218,775千円、その他3,670千円。事業セグメントごとの内訳では建機用フィルタ事業15,382,645千円（建設機械向け14,008,482千円のほか工作機械や農業機械などの産業用フィルタ648,425千円、半導体工場や化学プラント、食品加工向けのプロセス用フィルタ725,737千円を含む。）、エアフィルタ事業2,642,087千円の構成となっている。建設機械向け14,008百万円のうち、新車向けライン品5,731百万円、メンテナンス時の交換用の補給品は8,276百万円を占める。

### 事業拠点
本社は横浜市中区桜木町。生産設備は佐賀県三養基郡上峰町の佐賀事業所のほか、フィリピン・セブ島、ベトナムのハノイにそれぞれ現地子会社の工場、大阪市住之江区に子会社のアクシーのエアフィルタ工場がある。研究開発は神奈川県横須賀市光の丘の横須賀イノベーションセンタで行っている。